# Нема проблема (албум)
Нема проблема је једанаести албум Османа Хаџића, издат је 17. априла 2014. године за издавачку кућу Grand Production.

## Списак песама
| №   | Назив                   | Трајање |  |
| 1.  | Затвори јој срце капије |         |  |
| 2.  | Спавалице моја          |         |  |
| 3.  | Нема проблема           |         |  |
| 4.  | Славићу твоје сватове   |         |  |
| 5.  | Убила ме туга           |         |  |
| 6.  | Златни мјесец           |         |  |
| 7.  | Пјесмом до Бразила      |         |  |
| 8.  | Да се вратим            |         |  |
| 9.  | Заљепљени               |         |  |
| 10. | Ако треба да се деси    |         |  |